# Phyllis Eisenstein
Pour les articles homonymes, voir Eisenstein.
Phyllis Eisenstein, née le 26 février 1946 à Chicago dans l'Illinois et morte le 7 décembre 2020 à Chicago, est une romancière et nouvelliste américaine de science-fiction et de fantasy.

## Œuvres

### SérieTales of Alaric the Minstrel
1. (en) Born to Exile, 1977
2. (en) In the Red Lord's Reach, 1989

### SérieThe Book of Elementals
1. (en) Sorcerer's Son, 1979Nommé au prix Locus du meilleur roman de fantasy
2. (en) The Crystal Palace, 1988
3. (en) The City in StoneNon publié

### Romans indépendants
- (en) Shadow of Earth, 1979
- (en) In the Hands of Glory, 1981
- (en) Walker Between the Worlds, 2007

### Recueil de nouvelles
- (en) Night Lives: Nine Stories of the Dark Fantastic, 2003Écrit avec Alex Eisenstein.

### Nouvelles
- (en) Attachment, 1975Nommée au prix Nebula de la meilleure nouvelle courte
- (en) The Land of Sorrow, 1977
- (en) Lost and Found, 1978
- (en) In the Western Tradition, 1981Nommée au prix Nebula du meilleur roman court et au prix Hugo du meilleur roman court
- (en) Dark Wings, 1982
- (en) Nightlife, 1982Nommée au prix Hugo de la meilleure nouvelle longue
- (en) Subworld, 1983
- (en) Sense of Duty, 1985
- (en) The Island in the Lake, 1999Nommée au prix Nebula de la meilleure nouvelle longue
- La Caravane vers nulle part, 2018 ((en) The Caravan to Nowhere, 2014)Publiée dans l'anthologie Vauriens aux éditions Pygmalion